# Calci bicarbonat
Calci bicacbonat, còn được gọi với cái tên khác là calci hydro cacbonat là một hợp chất vô cơ có công thức hóa học được quy định là Ca(HCO3)2. Hợp chất này không tồn tại dưới dạng chất rắn, mà nó chỉ tồn tại trong dung dịch nước có chứa các ion calci (Ca2+), bicacbonat (HCO3-) và cacbonat (CO32-), cùng với cacbon dioxide dạng hòa tan (CO2). Nồng độ tương đối của các dung dịch chứa hợp chất này này phụ thuộc vào độ pH; bicacbonat chiếm ưu thế trong phạm vi từ 6.36-10.25 trên thang pH.
Tất cả các vùng nước tiếp xúc với khí quyển đều hấp thụ cacbon dioxide, và khi những vùng nước này tiếp xúc với đá và trầm tích, chúng có chứa các ion kim loại, thông thường là calci và magiê, vì thế hầu hết các nguồn nước tự nhiên đến từ các suối, hồ và đặc biệt là giếng nước có thể được coi là dung dịch pha loãng của các bicacbonat. Những vùng nước cứng này có xu hướng hình thành cacbonat trong các đường ống và nồi hơi và chúng phản ứng với xà phòng để tạo nên chất cặn không mong muốn.
Các phương thức nhằm điều chế các hợp chất như calci bicacbonat dạng rắn bằng cách bốc hơi dung dịch của nó đến khi khô hoàn toàn, lại tạo ra hợp chất Calci cacbonat: Ca(HCO3)2 → CO2 + H2O + CaCO3.  Rất ít hợp chất bicacbonat khác của kim loại kiềm và ion amoni được biết là tồn tại.